# Prunus spinulosa
Prunus spinulosa är en rosväxtart som beskrevs av Sieb. och Zucc.. Prunus spinulosa ingår i släktet prunusar, och familjen rosväxter. Utöver nominatformen finns också underarten P. s. spinulosa.

## Bildgalleri

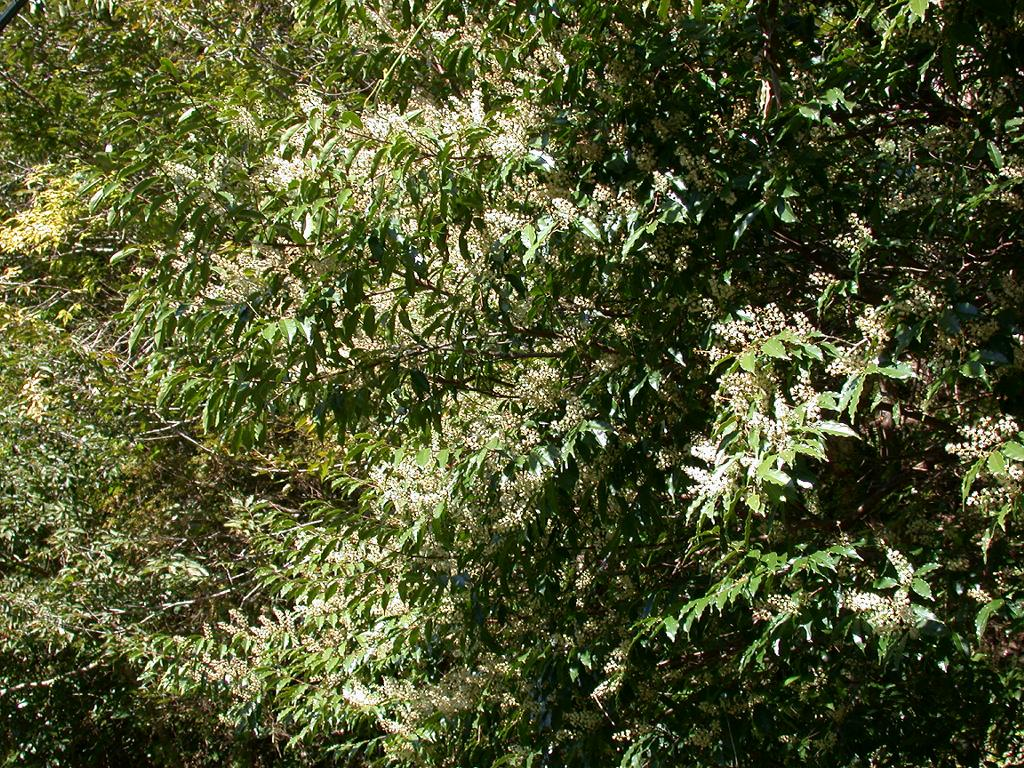
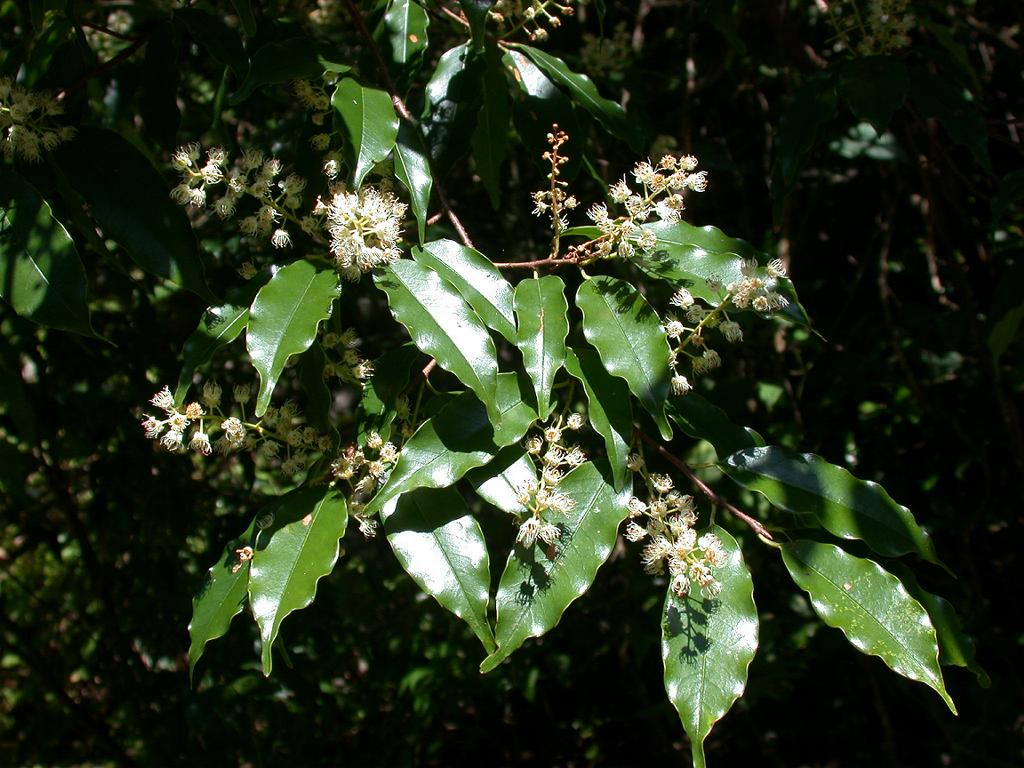
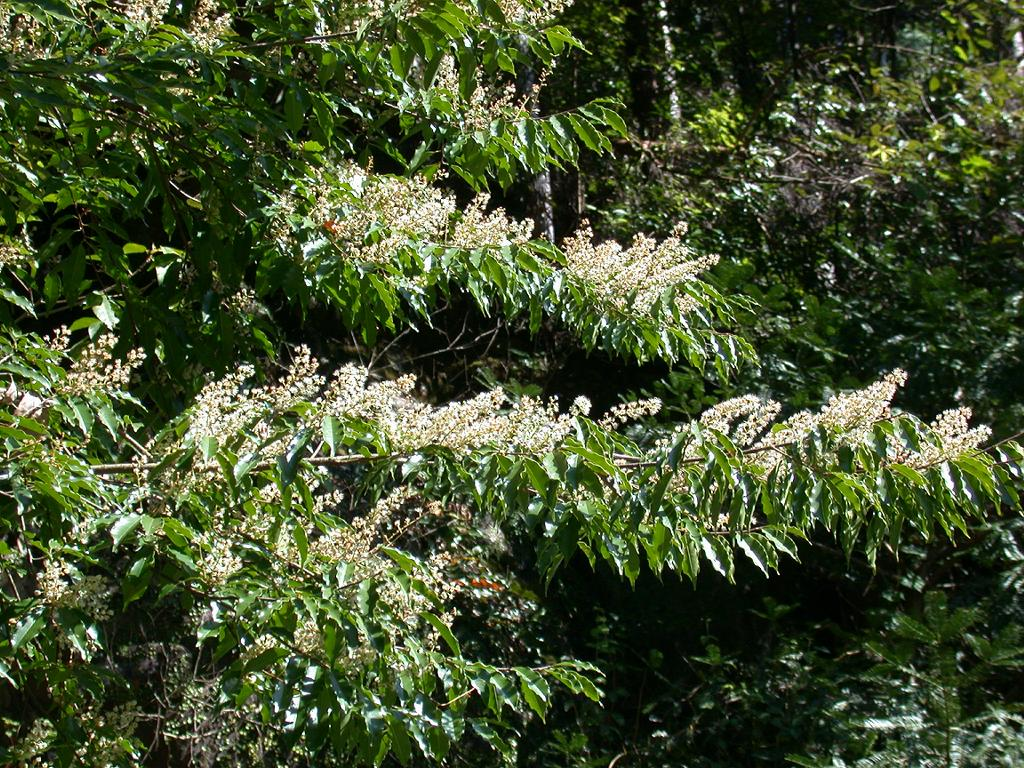
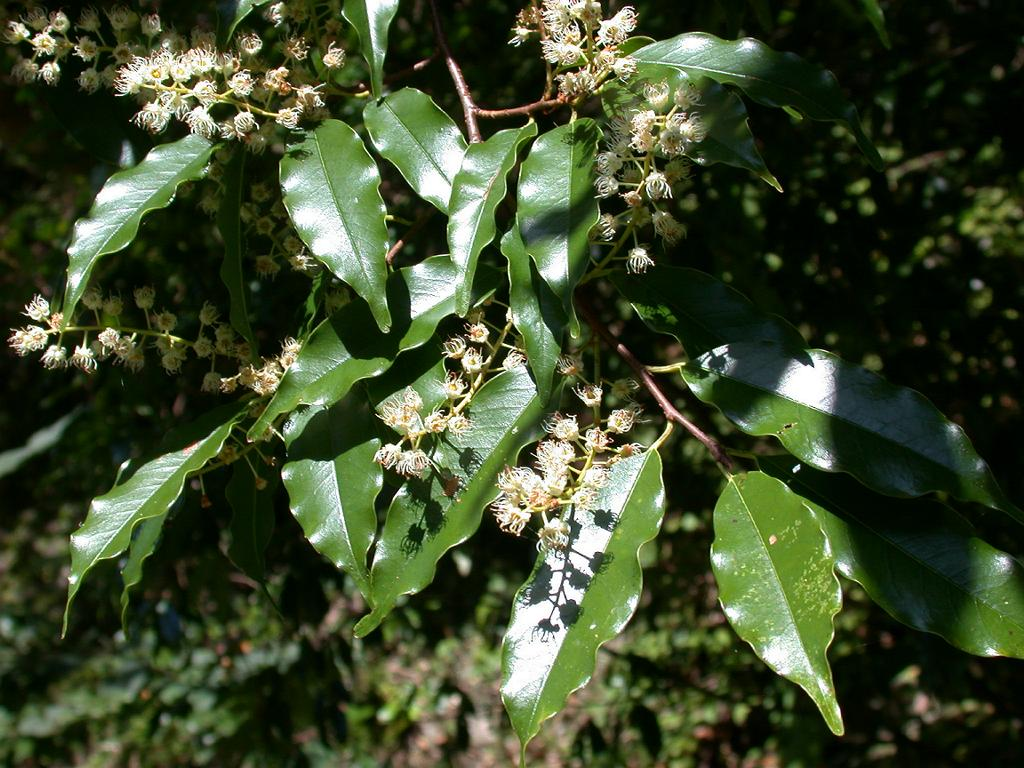